# 李雪琳
李雪琳·贝茨勋爵夫人（英語：Lady Xuelin Li Bates，1964年2月23日—），英籍华人，其丈夫为英国终身贵族麦克·贝茨勋爵（Michael Walton Bates, Baron Bates，1961年5月26日-）。

## 生平
李雪琳1964年2月23日出生于浙江杭州，1981年考入浙江大学建筑专业学习。1986年保送本专业研究生，1989年研究生毕业后，赴英国约翰·哈雷斯建筑事务所（John R. Harris Partners）工作。1993年，她从建筑事务所辞职并开始自主创业，成立进出口代理公司。后来她还曾从事房地产生意。2009年英国浙江联谊会成立李雪琳被推举为创会会长。此后，她曾担任英国上议院议员韦鸣恩勋爵的高级顾问。2012年，她与原保守党副主席麦克·贝茨勋爵成婚，并在英国国会大厦教堂举办婚礼。
李雪琳是全英华人华侨统一促进会执行会长、英国中华总商会常务副主席兼秘书长、英国为和平徒步基金会主席，并担任过全国侨联海外理事、浙江省政协港澳台侨委海外委员、浙江省海外交流协会副会长等职。